# Mønshaugen/Bjørgum
Mønshaugen/Bjørgum of Bjørgamarki is een plaats in de Noorse gemeente Voss, provincie Vestland. Mønshaugen/Bjørgum telt 500 inwoners (2007) en heeft een oppervlakte van 0,41 km².